# 第3號小提琴協奏曲 (莫扎特)
G大調第3號小提琴協奏曲，作品號K. 216，是莫扎特創作的音樂作品，1775年9月12日於薩爾茨堡完成，當時只有19歲的他，一口氣完成了四首小提琴協奏曲。後世的音樂研究學者對他的手稿進行分析和考證，發覺莫扎特多次將不同小提琴協奏曲的創作日期竄改，由1775年至1780年都有，但1775年創作似乎得到較多學者的支持。

## 分析

### 配器
- 獨奏小提琴
- 木管樂器：2長笛（只在第二樂章）、2雙簧管（只在第一、第三樂章）
- 銅管樂器：2圓號
- 絃樂器：第1小提琴、第2小提琴、中提琴、大提琴及低音提琴）

### 結構
全曲共分成三個樂章：
第一樂章
快板（Allegro），約8-10分鐘
奏鳴曲式，全樂隊先奏出全個第一主題、第二主題及第三副題片段，其中第一主題和他同時期的一輯歌劇《牧人王》（Il Re Pastore）有點相近。第一主題明亮、精神而帶自信、第二主題和第三副題相對較為含蓄，但又不失活潑的調性。小提琴加入後，在第一主題後另加入兩個副題，1A副題同樣採用了「曼海姆火箭」的跳進，但偏向旋律化，並加入大量的連奏上下行音階及裝飾音；1B副題則以跳音及分解和絃音群為主，調性亦轉至D大調。第二主題出現，獨奏再以上行連音帶進第二副題，相比齊奏時，獨奏將樂段轉到高音區域，並再加入一些技巧演奏，經過樂隊於前奏部份的過場進入發展部。調性變為d小調，以下行音群及分解和絃為主。經過一連串的移調及變奏後，全體再次進入再現部，各主題及副題重新偕在G大調的基礎上出現，結尾前慣常的I-6-4和絃（I和絃的第二轉位）帶入獨奏的華彩樂段，並以最熱鬧的氣氛中完結。
第二樂章
慢板（Adagio），約7-8分鐘
三段體樂曲。這樂章長笛代替了雙簧管。以D大調為主調。A段主題旋律是先以八分音符「曼海姆火箭」提升至高音域．再以如歌般的旋律為基礎，在一連串的十六分音符三連音伴奏中優悠地彈奏出。樂隊奏畢後，小提琴在高八度中重覆演奏。副題部份延續主題的建構模式，但調性轉為屬調（A大調），長笛和小提琴獨奏在互相呼應著，最後小提琴以伸延的旋律帶進一個小高潮。B段樂曲轉為b小調，但材料則仍以A段為骨幹，但維持的時間不太長，全體便回到A段，並一直以D大調運作至華彩部份。最後獨奏再一次引用開頭部份的旋律，並在主和弦終止式中完結。
第三樂章
迴旋曲（Rondeau），快板（Allegro），
 拍子，約6-7分鐘
本樂章有一別名，稱為「史特拉斯堡」（德語：Straßburg）。各段落大致由兩部份組成。主旋律(A1)以輕快為主，同樣包含了大量的大幅度音程跳躍及分解和絃為主，而（A2）則以八分級進及重覆音為主；獨奏出現時帶入了新樂段(B)，同樣可再細分為兩部份，(B1)首先是的一段模仿(A1)的反轉模式，(B2)是一連串的十六分音符分解和絃組，及後突然帶入(A2)段，並經過一些小過場而回到(A1)（間接地A段是再現了，但次序卻反轉了）。樂曲直接進入以b小調寫成的C段，所用的材料其實全來自(B)。當中加入了調性的轉移和裝飾音的變化。樂曲慢慢移至e小調，引伸出一個小華彩段。及後A段再現，並以一個小過場形式作一個稍息。速度這時轉慢為行板（Andante），絃樂的八分撥絃下，小提琴奏出一個有異國情調的g小調旋律，並引伸至另一個以D大調小快板（Allegretto）形式的舞曲。獨奏以八分三連音及空絃雙音為主，相關旋律共出現三次。接著全體回到迴旋曲模式，一段以(A)及(B)旋律片段組合，但調性不太穩定的過場中，(B2)段以G大調重新出現，接著是加長了的(A2)引向最後一次的華彩樂段。最後獨奏和樂隊各自演奏(A1)，並以樂隊演奏(A2)段安靜地結束。

### 參照
1. ↑   （页面存档备份，存于） 新莫扎特全集中的序言部份，頁XI。（德語版本）
2. ↑  Steinberg, M. (1998). The Concerto: A Listener's Guide, Oxford:Oxford University Press. pp. 324-325.

## 外部連結
- 《第3號小提琴協奏曲 (莫扎特)》：谱子和报道（德语），《莫扎特全集》
- 第3號小提琴協奏曲 (莫扎特)：国际乐谱典藏计划上的乐谱